# Miami Dolphins 1970
La stagione 1970 dei Miami Dolphins è stata la quinta della franchigia e la prima nella National Football League. Questa fu la prima annata con Don Shula come capo-allenatore e divenne anche la prima con un bilancio positivo di vittorie, centrando per la prima volta i playoff.

## Calendario

### Stagione regolare
| Turno | Data       | Avversario            | Risultato | Record | Pubblico |
| ----- | ---------- | --------------------- | --------- | ------ | -------- |
| 1     | 20/9/1970  | @ Boston Patriots     | S 27–14   | 0–1–0  | 32.607   |
| 2     | 27/9/1970  | @ Houston Oilers      | V 20–10   | 1–1–0  | 39.840   |
| 3     | 3/10/1970  | Oakland Raiders       | V 20–13   | 2–1–0  | 57.140   |
| 4     | 10/10/1970 | @ New York Jets       | V 20–6    | 3–1–0  | 62.712   |
| 5     | 18/10/1970 | @ Buffalo Bills       | V 33–14   | 4–1–0  | 41.312   |
| 6     | 25/10/1970 | Cleveland Browns      | S 28–0    | 4–2–0  | 75.313   |
| 7     | 1/11/1970  | @ Baltimore Colts     | S 35–0    | 4–3–0  | 60.240   |
| 8     | 8/11/1970  | @ Philadelphia Eagles | S 24–17   | 4–4–0  | 58.171   |
| 9     | 15/11/1970 | New Orleans Saints    | V 21–10   | 5–4–0  | 52.866   |
| 10    | 22/11/1970 | Baltimore Colts       | V 34–17   | 6–4–0  | 67.699   |
| 11    | 30/11/1970 | @ Atlanta Falcons     | V 20–7    | 7–4–0  | 54.036   |
| 12    | 6/12/1970  | Boston Patriots       | V 37–20   | 8–4–0  | 51.032   |
| 13    | 13/12/1970 | New York Jets         | V 16–10   | 9–4–0  | 75.099   |
| 14    | 20/12/1970 | Buffalo Bills         | V 45–7    | 10–4–0 | 70.990   |

### Playoff
| Turno              | Data       | Avversario        | Risultato |
| ------------------ | ---------- | ----------------- | --------- |
| Divisional playoff | 27/12/1970 | @ Oakland Raiders | S 21-14   |

## Classifiche
| AFC East        | AFC East | AFC East | AFC East | AFC East | AFC East | AFC East | AFC East | AFC East | AFC East |
|                 | V        | S        | P        | %        | DIV      | CONF     | PF       | PS       | Str.     |
| --------------- | -------- | -------- | -------- | -------- | -------- | -------- | -------- | -------- | -------- |
| Baltimore Colts | 11       | 2        | 1        | .846     | 6–1–1    | 8–2–1    | 321      | 234      | V4       |
| Miami Dolphins  | 10       | 4        | 0        | .714     | 6–2      | 8–3      | 297      | 228      | V6       |
| New York Jets   | 4        | 10       | 0        | .286     | 2–6      | 2–9      | 255      | 286      | S3       |
| Buffalo Bills   | 3        | 10       | 1        | .231     | 3–4–1    | 3–7–1    | 204      | 337      | S5       |
| Boston Patriots | 2        | 12       | 0        | .143     | 2–6      | 2–9      | 149      | 361      | S3       |

Nota: Le partite pareggiate non vennero conteggiate a fini delle classifiche fino al 1972.